# Bifrenaria inodora
Bifrenaria inodora é uma espécie de orquídea epífita de crescimento cespitoso que existe do Espírito Santo ao Rio Grande do Sul e em Minas Gerais, no Brasil, onde habita florestas úmidas abertas. Pertence ao grupo das Bifrenaria grandes, as quais nunca foram classificadas nos gêneros Adipe ou Stenocoryne. Pode ser facilmente reconhecida pelo lobo central do labelo de suas flores que é duas vezes mais comprido que largo.